# Fawrah
Fweira (tiếng Ả Rập: فويرة) là một ngôi làng Syria nằm ở phó huyện Sabburah thuộc huyện Salamiyah, Hama. Theo Cục Thống kê Trung ương Syria (CBS), Fweira có dân số là 244 trong cuộc điều tra dân số năm 2004.